# Friedrich Kalkbrenner
Friedrich Wilhelm Michael Kalkbrenner (1785-1849) là nhà soạn nhạc, nghệ sĩ dương cầm, nhà sư phạm người Đức.

## Tiểu sử
Friedrich Kalkbrenner học nhạc tại Nhạc viện Paris trong các năm 1798-1802. Năm 1824, ông gia nhập hãng sản xuất piano Pleyel, đồng thời là thầy dạy piano nổi tiếng và là người viết sách dạy chơi piano. Frédéric Chopin, nhà soạn nhạc thiên tài người Ba Lan, là bạn ông và đã tặng ông bản Piano concerto 1 biên soạn năm 1830.

## Những sáng tác
Friedrich Kalkbrenner đã sáng tác: 
- bốn bản concerto cho piano và dàn nhạc giao hưởng
- 13 bản sonata cho piano
- Nhiều tác phẩm nhạc thính phòng